# Aphilopota strigosissima
Aphilopota strigosissima là một loài bướm đêm trong họ Geometridae.